# Кубок мира по горному бегу 1994
10-й Кубок мира по горному бегу прошёл 4 сентября 1994 года в Берхтесгадене, городе в Баварии (Германия). Участники соревновались в дисциплине горного бега «вверх». Разыгрывались 6 комплектов наград: по три в индивидуальном и командном первенствах (мужчины, женщины и юниоры до 20 лет). Среди юниоров могли выступать спортсмены 1975 года рождения и моложе.
Участники взбирались на гору Йеннер в Баварских Альпах. Забеги прошли в ясную и сухую погоду.
На старт вышли 238 бегунов (115 мужчин, 66 женщин и 57 юниоров) из 23 стран мира. Каждая страна могла выставить до 6 человек в мужской забег и до 4 человек — в женский и юниорский. Сильнейшие в командном первенстве определялись по сумме мест четырёх лучших участников у мужчин и трёх лучших — у женщин и юниоров.
Мартин Байчичак завоевал первую медаль Кубка мира для Словакии. Специалист лыжных гонок оказался сильнейшим в юниорском забеге, опередив двух бегунов из Чехии.
Гудрун Пфлюгер взяла реванш у Изабель Гийо за прошлогоднее поражение: на этот раз они поменялись местами на пьедестале. Для спортсменки из Австрии этот чемпионский титул стал вторым, француженка Гийо завоевала пятую личную медаль и привела свою страну к первой командной победе.
Сильнейшим среди мужчин во второй раз в истории стал Хельмут Шмук. Как и в 1992 году, ему не было равных на трассе с профилем «вверх». В командном первенстве очередную победу одержали итальянцы. За десятилетнюю историю соревнований они только три раза уступали золото в зачёте сборных, дважды на короткой дистанции (1991, 1992) и один раз на длинной (1992).

## Медалисты
Курсивом выделены участники, чей результат не пошёл в зачёт команды.

### Мужчины
| Дисциплина                           | Золото | Золото   | Серебро                                                                                         | Серебро | Бронза                                                                                              | Бронза   |
| ------------------------------------ | --- | -------- | ----------------------------------------------------------------------------------------------- | ------- | --------------------------------------------------------------------------------------------------- | -------- |
| 13,07 км перепад высот: +1200 м      | Хельмут Шмук Австрия                                                                                                | 1:01.02  | Антонио Молинари Италия                                                                         | 1:01.36 | Ладислав Райм Чехия                                                                                 | 1:01.40  |
| 13,07 км (команды)                   | Италия · Антонио Молинари · Гальдино Пилот · Константино Бертолла · Клаудио Амати · Андреа Агостини · Роберто Барби | 37 очков | Франция · Жайме Мендеш · Азиз Них · Жан-Поль Пайе · Сильвен Ришар · Эрик Лакруа · Жан-Мари Жеэн | 53 очка | Германия · Михаэль Шайтт · Йорг Ляйпнер · Дитер Ранфтль · Мартин Замбале · Курт Кёниг · Филипп Кель | 59 очков |
| Юниоры 7,34 км перепад высот: +685 м | Мартин Байчичак Словакия                                                                                            | 35.59    | Любомир Покорный Чехия                                                                          | 36.34   | Роман Скальский Чехия                                                                               | 36.41    |
| Юниоры 7,34 км (команды)             | Чехия · Любомир Покорный · Роман Скальский · Любош Дрыяк · Петр Вымазал                                             | 18 очков | Италия · Маурицио Бонетти · Руди Голино · Алессио Ринальди · Фабрицио Триульци                  | 31 очко | Швейцария · Патрик Хартман · Даниэль Рор · Беат Блеттлер · Штефан Майстер                           | 36 очков |

### Женщины
| Дисциплина                    | Золото                                                              | Золото   | Серебро                                                    | Серебро | Бронза                                                                           | Бронза   |
| ----------------------------- | ------------------------------------------------------------------- | -------- | ---------------------------------------------------------- | ------- | -------------------------------------------------------------------------------- | -------- |
| 7,34 км перепад высот: +685 м | Гудрун Пфлюгер Австрия                                              | 39.31    | Изабель Гийо Франция                                       | 40.12   | Дита Гебелькова Чехия                                                            | 41.18    |
| 7,34 км (команды)             | Франция · Изабель Гийо · Эвелин Мюра · Одиль Левек · Стефани Манель | 15 очков | Австрия · Гудрун Пфлюгер · Элизабет Руст · Элизабет Зингер | 31 очко | Италия · Нивес Курти · Мария Грация Роберти · Антонелла Молинари · Мирела Кабоди | 35 очков |

## Медальный зачёт
Медали завоевали представители 7 стран-участниц. Сборная Италии впервые в истории не смогла занять первое место: по количеству золота она уступила Австрии, а по общему количеству медалей лучшей стала Чехия.
 Принимающая страна
| Место | Страна    | Золото | Серебро | Бронза | Всего |
| ----- | --------- | ------ | ------- | ------ | ----- |
| 1     | Австрия   | 2      | 1       | 0      | 3     |
| 2     | Италия    | 1      | 2       | 1      | 4     |
| 3     | Франция   | 1      | 2       | 0      | 3     |
| 4     | Чехия     | 1      | 1       | 3      | 5     |
| 5     | Словакия  | 1      | 0       | 0      | 1     |
| 6     | Германия  | 0      | 0       | 1      | 1     |
| 6     | Швейцария | 0      | 0       | 1      | 1     |
| Всего | Всего     | 6      | 6       | 6      | 18    |